# Henricus Lüppo Cramer

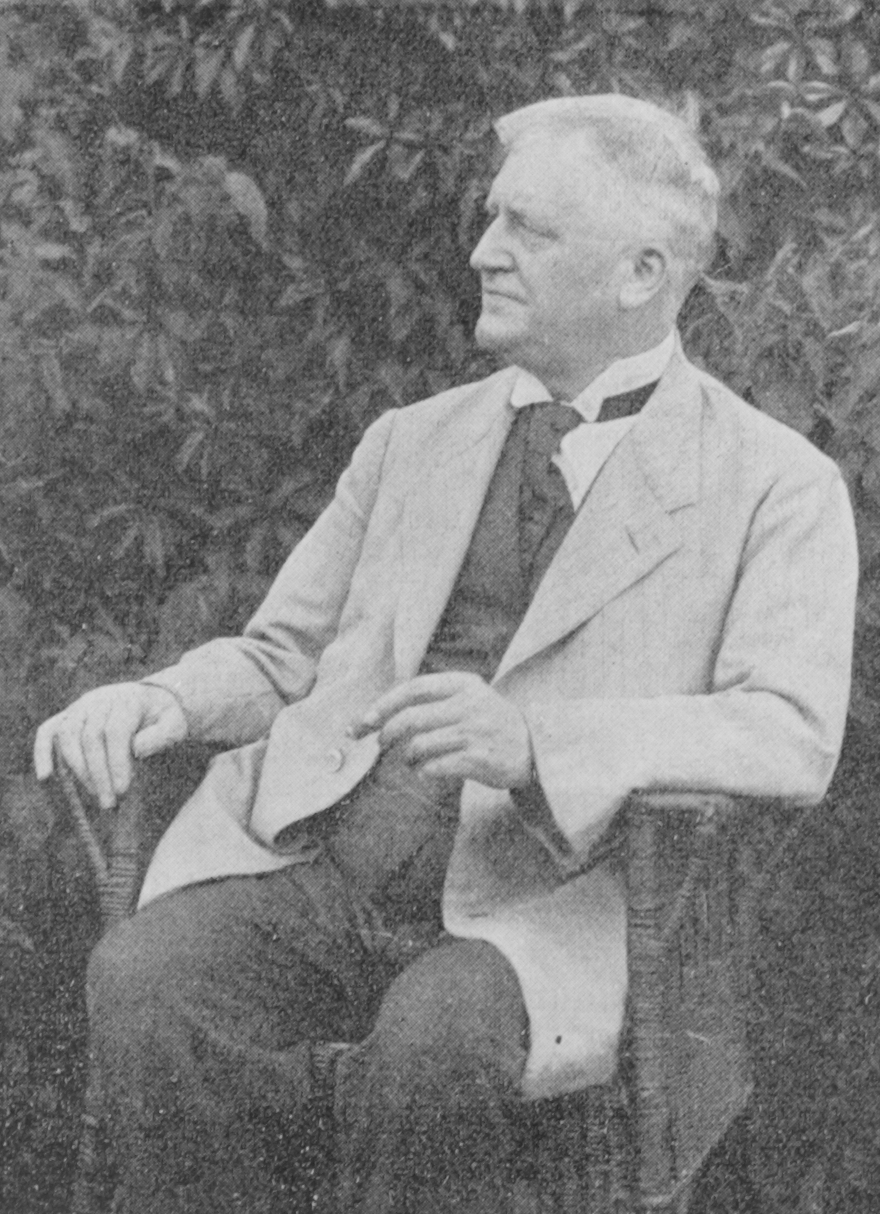
Henricus Lüppo Cramer

Henricus Lüppo Cramer (* 5. März 1871 in Leer; † 1943) war ein deutscher Chemiker und Pionier der Photographie.

## Leben
Cramer studierte Naturwissenschaften, insbesondere Chemie in München, Heidelberg und Berlin. Von 1894 bis 1901 arbeitete er als Chemiker bei der Firma Schering in Berlin, unter anderem in der fotografischen Abteilung, wo Cramer den Entwickler Adurol entwickelte. Von 1902 bis 1918 war er Betriebsleiter der Trockenplattenfabrik Dr. C. Schleußner in Frankfurt a. M. Während des Ersten Weltkriegs war er kurz in der Kriegsindustrie tätig, bevor er 1920 technischer Direktor der Trockenplattenfabrik Kranseder in München wurde. Ab 1922 arbeitete er als Leiter des fotochemischen Labors der Deutschen Gelatinefabriken AG in Schweinfurt. Einen Ruf an die Technische Hochschule Wien als ordentlicher Professor für Photochemie und wissenschaftliche Photographie 1929 lehnte er ab. Nach seinem Eintritt in den Ruhestand 1932 führte er seine wissenschaftlichen Untersuchungen am Institut für Angewandte Optik der Universität Jena („Abbeanum“) fort.
Cramer verfasste zahlreiche wissenschaftliche Veröffentlichungen. Er war Ehrenmitglied der Photographischen Gesellschaften in Wien, Frankfurt a. M. und München. 

## Schriften (Auswahl)
- Ueber Substitutionsproducte des Caffeïns. Buchdr. v. G. Schade, Berlin 1894.
- Wissenschaftliche Arbeiten auf dem Gebiete der Photographie. Knapp, Halle a.S. 1902 (Enzyklopädie der Photographie; 40) (Digitalisat).
- Die Trockenplatte: ihre Eigenschaften und ihre Behandlung in der photographischen Praxis. Verlag von Gustav Schmidt (vorm. Robert Oppenheim), Berlin 1903 (Photographische Bibliothek; 17).
- Photographische Probleme. Knapp, Halle 1907 (Enzyklopädie der Photographie; 58) (Digitalisat).
- Kolloidchemie und Photographie. Dresden 1908 (Digitalisat)
- Die Röntgenographie in ihrem photographischen Teil. Knapp, Halle a.S. 1909 (Enzyklopädie der Photographie; 67) (Digitalisat).
- Das latente Bild. Knapp, Halle 1911 (Enzyklopädie der Photographie; 78) (Digitalisat).
- Negativ-Entwicklung bei hellem Lichte : „Safraninverfahren“. Leipzig, 1921(Photographischer Bücherschatz; 18).
- Ausführliches Handbuch der Photographie, Bd. 2, 1: Grundlagen der photographischen Negativverfahren, 3. Aufl. Wilhelm Knapp, Halle a.S. 1927.